# Karbachol
Karbachol – organiczny związek chemiczny z grupy karbaminianów o działaniu parasympatykomimetycznym, syntetyczna pochodna acetylocholiny, agonista receptorów muskarynowych, słaby inhibitor cholinoesterazy, ma zachowaną aktywność nikotynową, szczególnie w stosunku do zwojów autonomicznych. Wykorzystywany w okulistyce, powodując zwężenie źrenicy i obniżenie ciśnienia śródgałkowego poprzez ułatwiony odpływ cieczy wodnistej w przedniej komory oka. Nazwy handlowe preparatów zawierających karbachol to m.in. Miostat (w Polsce), Carbastat, Carboptic, Isopto Carbachol.

## Działanie
Powoduje zwężenie źrenicy oraz obniżenie ciśnienia wewnątrzgałkowego w wyniku skurczu mięśnia rzęskowego, rozciągania zatoki żylnej twardówki (kanału Schlemma) i rozciągania przestrzeni międzybeleczkowych w kącie przesączania (kącie tęczówkowo-rogówkowym), co powoduje zmniejszenie oporu i ułatwia odpływ cieczy wodnistej z przedniej komory oka.
Czas półtrwania karbacholu wynosi ok. 8 h. Jest słabym inhibitorem cholinesterazy, więc nie ulega szybkiej inaktywacji w szczelinie synaptycznej neuronów ruchowych mięśnia zwieracza tęczówki.
Czas działania:
- po podaniu do worka spojówkowego zwęża źrenicę 10–20 min po podaniu
- po podaniu wewnątrzgałkowym maksymalne zwężenie źrenicy występuje po 2–5 min
- działanie miotyczne utrzymuje się przez 4–8 h
- działanie może się utrzymywać do 24 godzin po zabiegu.
- maksymalny efekt obniżenia ciśnienia wewnątrzgałkowego występuje 4 h po podaniu leku do worka spojówkowego i trwa 8 h.

## Wskazania
- Wewnątrzgałkowo w trakcie zabiegów okulistycznych w celu śródoperacyjnego zwężenia źrenicy.
- W celu zmniejszenia gwałtownego wzrostu ciśnienia wewnątrzgałkowego w ciągu pierwszych godzin po operacji zaćmy (wskazanie niezarejestrowane w Polsce).

## Przeciwwskazania
Nadwrażliwość na którykolwiek składnik preparatu, zapalenie tęczówki i ciała rzęskowego, odwarstwienie siatkówki w wywiadzie.
Nie ustalono skuteczności i bezpieczeństwa stosowania u dzieci.
Należy zachować szczególną ostrożność w przypadku astmy oskrzelowej, nadczynności tarczycy, choroby wrzodowej żołądka, rzadkoskurczu, zaburzeń przewodnictwa przedsionkowo-komorowego, niewydolności serca, choroby niedokrwiennej serca, zawału serca, hipotonii, choroby Parkinsona, niedrożności układu moczowego.

## Ciąża i laktacja
Karmienie piersią: nie wiadomo, czy karbachol przenika do mleka matki. Nie powinien być stosowany w okresie karmienia piersią, chyba że potencjalne korzyści przeważają nad potencjalnym zagrożeniem.
Ciąża: nie prowadzono kontrolowanych badań klinicznych u kobiet w ciąży. Ocenia się, że potencjalne ryzyko jest niewielkie, biorąc pod uwagę jednorazowe podanie małej dawki i miejsce podania. Karbachol powinien być stosowany u kobiet w ciąży tylko wówczas, kiedy oczekiwane korzyści przeważają nad potencjalnym zagrożeniem dla płodu.

## Działania niepożądane
Sporadycznie pęcherzykowa dystrofia rogówki, odwarstwienie siatkówki, pooperacyjne zapalenie tęczówki po ekstrakcji zaćmy, przekrwienie ciała rzęskowego, przekrwienie spojówki, niewyraźne widzenie, światłowstręt, ból głowy.
Mogą się pojawić również ogólne działania niepożądane związane z ogólnoustrojową aktywnością parasympatylomimetyczną karbacholu takie jak: uderzenia gorąca, nagłe zaczerwienienie twarzy, pocenie się, okresowe bóle brzucha, nudności, wymioty, biegunki, częstsze oddawanie moczu, ślinotok, wzmożone wydzielanie łez, bradykardai, zaburzenia rytmu serca, spadiu ciśnienia tętniczego, skurcz oskrzeli

## Interakcje
Działa antagonistycznie w stosunku do leków cholinolitycznych (np. atropiny).
Acetazolamid i tymolol potęgują działanie obniżające ciśnienie wewnątrzgałkowe.

## Dawkowanie
Śródoperacyjnie zawartość strzykawki podaje się przez atraumatyczną kaniulę do przedniej komory gałki ocznej. Nie przekraczać dawki 0,5 ml (0,05 mg karbacholu).
Nie ma potrzeby zmiany dawki u osób w podeszłym wieku i u osób z zaburzeniami czynności nerek lub wątroby.

## Przedawkowanie
Przedawkowanie karbacholu wiąże się z wystąpieniem zespołu cholinergicznego.
Obraz kliniczny łączy się z pobudzeniem 2 rodzajów receptorów:
- muskarynowych – powodujących zaczerwienienie skóry, zwężenie źrenic, zaburzenia widzenia, ślinienie i groźne nadmierne wydzielanie oskrzelowe (mogące pozorować obrzęk płuc), skurcz oskrzeli, kaszel, duszność, łzawienie, potliwość, kolka jelitowa, biegunka, bradykardia, bezwiedne oddawanie moczu i stolca
- nikotynowych–ich pobudzenie powoduje drżenie, osłabienie mięśni aż do całkowitego porażenia (dotyczy także przepony), tachykardię, nadciśnienie tętnicze.

Leczenie zatrucia karbacholem:
- monitorowanie czynności serca i wentylacji płuc
- tlenoterapia
- leki: atropina, diazepam w razie nadmiernego pobudzenia lub drgawek.